# La estación de las fiestas
La estación de las fiestas es una exposición temporal del artista francés Pierre Huyghe que está actualmente en funcionamiento, (desde el 17 de marzo hasta el 31 de mayo de 2010) en el Palacio de Cristal del parque del Retiro de Madrid.
La exposición organizada por el Museo Reina Sofía, tiene lugar en el Palacio de Cristal del Jardín del Buen Retiro de Madrid, un edificio singular en la actualidad se dedica únicamente a exposiciones artísticas. Un lugar singular para una obra singular que por primera vez desde hace mucho años introduce plantas vivas dentro del edificio, objeto para el cual el edificio fue concebido originalmente.
La muestra ha sido diseñada especialmente para el enclave, consiste en un gran jardín circular dividido en 12 sectores. Cada sector representa un mes del año. Cada parte del jardín correspondiente a cada mes recoge las plantas representativas de acontecimientos sociales, religiosos, políticos o de cualquier otro tipo en todo el mundo. De esta forma el jardín es una simbología de las celebraciones humanas en todo el globo.